# Borobănești, Argeș
Borobănești este un sat în comuna Valea Danului din județul Argeș, Muntenia, România.